# Київський автобус
Київський автобус — автобусна система міста Києва, що діє з 10 грудня 1925 року.

## Історія

### XIX століття
Перші спроби експлуатації омнібусів — попередників автобусів — у Києві були здійснені ще наприкінці XVIII століття. Хоча в другій половині XIX століття Київ був одним із передових міст Російської імперії, у місті не було пасажирського транспорту, крім візників.
У 1879 році підприємець Левін закупив 7 омнібусів, розрахованих на перевезення 8 пасажирів, і почав їхню експлуатацію в Києві. Незважаючи на дешевизну вартості проїзду порівняно з візниками, цей вид транспорту незабаром перестав існувати. Виною всьому стали незадовільний технічний стан омнібусів і їхня нестача на вулицях. Тогочасні омнібуси можна порівняти з нинішніми вантажними «маршрутками», у яких перевозиться вдвічі більше пасажирів за їхню провізну здатність.

### ХХ століття
Наприкінці першої декади XX століття міська Дума розробила проєкт введення в експлуатацію в Києві восьми автобусних ліній з передачею їх у концесію. Але реалізувати цей проєкт повною мірою не вдалося через відсутність підприємців, готових вкласти гроші в такий сумнівний і витратний захід. Тоді в Києві процвітав трамвай з розгалуженою мережею, і автобусне підприємство могло просто прогоріти.
Автобусний рух у Києві починався двічі: у 1911 і 1913 роках, але за деякий час експлуатація автобусних ліній закінчилася, і цей вид транспорту не завоював довіри у киян. Ці автобуси знаходились на території Лук'янівського трамвайного парку.
10 грудня 1925 року, після встановлення радянської влади в Україні, у столиці було відкрито перше регулярне автобусне сполучення за маршрутом «Пл. ІІІ Інтернаціоналу — вул. Л. Пятакова» (теперішні Європейська пл. — вул. Саксаганського), пізніше відкрили другу лінію — Деміївську. Ініціатором запуску руху був керівник Комунгоспу інженер Олександр Тирмос. На маршруті працювали автобуси «Фіат» та «Daimler-Benz» (за нинішніми мірками їх можна назвати мікроавтобусами).
З 1929 року автобусний парк Києва став поповнюватися першими радянськими автобусами, побудованими на базі вантажівок: Я-3, Я-6, АМО-4 і АМО-Ф15. У 1932 році до Києва почали надходити кутасті й примітивні машини ЗІС-8, а в 1938-му — досить елегантні 24-місні ЗІС-16. У 1937 році в київському автопарку нараховувалося 60 автобусів, у 1939 році — близько 80, однак вони суттєво не впливали на обсяг пасажироперевезень, через постійні поломки, недосконалість конструкцій, дуже малу провізну здатність, їхню малу кількість і, врешті-решт, відсутність доріг із твердим покриттям. У 30-ті роки основним видом транспорту був трамвай.
У 1934 році біля нинішньої станції метро «Либідська» у Боєнському провулку була організована «Автобусно-таксомоторна база № 1». Туди відразу ж надійшло 20 нових автобусів із дерев'яним кузовом «ГАЗ-0330» (на 16 сидячих місць). Незважаючи на брак запчастин і самих автобусів, вони пропрацювали до початку Другої світової війни.
Слід зазначити, що автобуси тих років були фактично вантажівками, пристосованими для перевезення пасажирів.
Друга світова війна та вторгнення німецьких військ у серпні 1941 року практично повністю паралізували транспортне сполучення Києва.
- У 1945 році почалося відновлення автобусного господарства, і вже в червні 1946-го в столиці було організовано автобусний парк № 1 по вулиці Васильківській, який існує і понині. Він протягом 13 років був єдиним автобусним парком у Києві.
- У 1946 році почали надходити машини з Заводу імені Сталіна ЗІС-154. Це була перша модель, створена не на шасі вантажівки. ЗІС-154 — справжній автобус вагонної компоновки, причому з революційним рівнем комфорту для пасажирів. Саме ЗІС-154 разом із капотними машинами ГАЗ-0330, ЗІС-16 і ГЗА-51 становив автобусний парк повоєнного Києва.
- У 1951 році до Києва почали надходити вдосконалені автобуси ЗІС-155. Разом із ЗІС-154 вони на десятиліття стали основою автобусного парку в Києві.
- У 1958 році на київських маршрутах з'явилися й автобуси з емблемою ПАЗ-652. Невеликі, що вміщували 45 осіб, машини з двома вузькими дверима, були направлены на перевезення з малим пасажирообігом.
- У 1968 році цей автобус став називатися ПАЗ-672 після модернізації. Він добре прижився на вузьких вуличках приватного сектора в Совках, Мишоловці і районі Монтажник.

На маршрутах ПАЗи використовував тільки 1-й парк, де їх налічувалося понад 50 одиниць. Пізніше завод з міста Павлово, що на річці Ока, поставляв у місто нову модель ПАЗ-3205, і її ще й досі можна зустріти на не багатьох збережених ПАЗівських маршрутах, наприклад на № 12, 19, 28, 111.
- 1959 року на лівому березі Дніпра було відкрито другий автобусний парк (адреса підприємства — вул. Дружба Народів, 40). Частина автобусних маршрутів була передана на обслуговування до нововідкритого підприємства.

Автобуси перевозили пасажирів з площі Сталіна в Стару та Нову Дарницю, на Печерськ, Сталінку та у передмістя. Поступово розгалужувалася автобусна мережу Києва. Саме автобуси першими приходили на нові масиви: Соцмісто, Воскресенку, Гідропарк, Лісовий, Оболонь, Троєщину, Харківський.
- На початку 1960-х почалося масове надходження перших українських автобусів ЛАЗ-695. Швидко витісняючи застарілі ЗІС-155 і заповнюючи нові маршрути Чоколівки і Відрадного, Нивок і Борщагівки, Воскресенки і Академмістечка, нові ЛАЗи становили переважну основу парку Києва в 60-70х роках.
- У 1964 році почала надходити модель ЛАЗ-695Е. Автобус ЛАЗ-695 виявився настільки вдалим і надійним, що з деякими архітектурними та технічними змінами (695М, 695Н), продовжував залишатися головним автобусом в місті аж до середини 1970-х років. У 1980-х роках ЛАЗи разом з «Ікарусами» працювали на багатьох лініях. Навіть сьогодні легендарний затишний 695-й із вчорашнього дня зустрічається на київських лініях.
- У 1965 році в АП № 1 налічувалося 367 автобусів, з них автобусів ЛАЗ було 267 одиниць, трохи менше машин було в АП № 2. АП № 1 обслуговував 42 міських маршрути.
- Лише в 1967—1968 роках на маршрутах міста у ЛАЗу з'явилився конкурент у вигляді угорського Ikarus 620 в 1-му і 2-му парках (пізніше моделей 556 і 180) і ЛіАЗ-677 в АТП-09125 і 09123, які почали працювати на найбільш завантажених напрямках, переважно районах новобудов. Автобуси ЛіАЗ-677 не стали настільки масовими в місті, як ЛАЗ-695 або Ікаруси, але не менше 300 автобусів цієї моделі в 3, 4, 5 парках з 1968 по 1990 роки возили киян на правому березі, і лише в 2004 році останній «слон» — таке прізвисько мав серед водіїв ЛіАЗ — зійшов з дистанції.
- У 1973 році в Києві на маршруті № 49 проводилися випробування першого українського автобусного поїзда з двох зчеплених автобусів ЛАЗ-695М. Випробування такого роду будуть проведені майже через 30 років, а в 1970-ті роки з великим пасажиропотоком були покликані справлятися зчленовані Ikarus 180 (як їх називали, «Фантомас»), благо братерська допомога РЕВ надавалася без проблем.
- З середини 1970-х років угорські автобуси марки Ikarus все активніше завойовували київські вулиці, так Ikarus 556 і зчленований Ikarus 180 від 1-го і 2-го автобусних парків, стали працювати на маршрутах з великим пасажиропотоком. 180-та модель — це був екзотичний автобус із двома салонами, з'єднаними між собою гофрованим переходом.

Усі роки до міста приходили на випробування автобуси різних заводів і конструкцій, але мало хто з них залишилися в Києві так надовго, як, наприклад, знамениті Ікаруси сімейства 200. Почали надходити ці автобуси в 1973 році. Трьохдверний Ikarus 260, трохи пізніше зчленований — Ikarus 280 з чотирма дверима (у просторіччі «гармошка»). Ці жовті автобуси з величезними вікнами і просторим салоном були майже як візитка міста в 1980-х роках, настільки багато їх було, особливо на Лівому березі.
Станом на 1978 році в Києві діяли 87 автобусних маршрутів загальною довжиною 647 км, якими курсували 862 автобуси. Пасажиропотік становив близько 1 млн пасажирів на добу.
- У 1981 році був відкритий автобусний парк № 6, що став обслуговувати новий житловий масив Оболонь. Двома роками пізніше автобуси з'явилися на житломасиві Вигурівщина-Троєщина — найбільшому житловому масиві Києва, за чисельністю населення порівняний з обласним центром України. У парку в найкращі роки було 400 «Ікарусів», які обслуговували Троєщину, Оболонь, Мінський масив і Виноградар.

Пік розквіту автобуса в Києві припадає саме на середину 80-х років, коли постійно відкривалися нові маршрути і постійно поповнювався парк машин.
Якщо в 1981 році на 86 маршрути виходило 892 автобуси у годину пік, то вже в другій половині 80-х на 110 маршрутах працювало понад 1000 автобусів у годину пік.
- У 1982—1984 роках Львівський завод представив місту нову модель автобуса середнього класу ЛАЗ-4202, але невелика партія цих машин виявилася вкрай не доопрацьованою і через кілька років була списана.
- У 1989—1990 роках у 5-й парк на заміну знятому з виробництва ЛіАЗ-677 прибула партія з двадцяти нових ЛіАЗ. Ці 12-метрові машини моделі 5256, при удаваній сучасності і зручності, виявилися вкрай низької якості, і більше ніколи не закуповувалися для Києва.
- У 1990 році Київ отримав останні Ікаруси, і угорська марка стала для нас історією. Протягом трьох років машини цього класу не поставлялися до Києва взагалі.

Лише в 1992 році ЛАЗ нарешті освоїв випуск модернізованої моделі 42021, і в 1993 році ці автобуси в кількості 65 штук поповнили автобусні парки, у яких був брак машин.
Також у 1993 році почалася нова ера нашестя львівських машин до Києва. Синьо-білі машини з мотором «Рено» випробовувалися на маршруті № 3 «Ленінградська пл. — Голосіївська пл.», І за 3 наступних роки у міські парки надійшло 138 автобусів цієї моделі.
Розпад Радянського Союзу не міг не позначитися і на автобусному транспорті Києва: постійно скорочувалися випуски на існуючі маршрути, вкорочувалися довгі маршрути. Гостро відчувався брак рухомого складу: для першої половини 1990-х років картина перекошеного «Ікаруса», що від'їжджає від зупинки, на якій ще залишилося багато пасажирів, стала звичайною. Аналогічна ситуація була і з пасажирськими перевезеннями трамваєм і тролейбусом.
Критичну ситуацію, що склалася з пасажирськими перевезеннями в Києві, врятувало тільки введення таксомоторних перевезень. Першими здійснювати перевезення пасажирів без надання пільг стали автобусні парки в 1996 році. Автобуси з'являлися з трафаретами «Автобусний таксомотор», перші машини з'явилися на експресних маршрутах, які обслуговують Троєщину (№ 21к, 26е, 57е, 59е), трохи пізніше з'явилися маршрути, не повторюючі траси міського транспорту. Саме в цей важкий період на маршрути вийшли не задоволені повною мірою за містом, автобуси з міжміських трас — ЛАЗ-699Р і Ikarus 250 (загалом понад 50 одиниць). Їх використовували переважно на експресних і таксобусний маршрутах.
- У 1997 році з'явилися «ГАЗелі» і знамениті помаранчеві «Псковавто» московського ЗАТ «Автосвіт». «Маршрутки» лише доповнювали стандартний міський транспорт, але замінити його ніяк не могли.
- Середина 1990-х років характеризується відкриттям нових автобусних маршрутів, експресного переважно типу, які обслуговували «спальні» райони. Були відкриті троєщинські маршрути № 14е, 35е, 64е, 67е, 113е, 114е, 115е; раніше були відкриті експреси № 21е, 110е.

Доїжджаючи до метро практично без зупинок на 10 хвилин раніше основних маршрутів, вони користувалися великою популярністю у пасажирів, особливо в ранковий час.
У 1997 році в деяких АТП з'явилася практика випуску на звичайні маршрути автобусів в експресному режимі (зокрема, на маршрути №№ 2, 9, 90). Скоро експресні перевезення канули в лету, а їхню нішу зайняли маршрутки.
Львівський автобусний завод спеціально для потреб Києва зібрав надвеликий зчленований автобус ЛАЗ-6205. Ці машини, призначені для заміни «Ікарусів-280», так фактично і не взяли в Києві. Лише два автобуси прибуло в АТП-13028 (АП № 1), і вони недовгий час пропрацювали на автобусному маршруті № 17. Пізніше вони були передані в Васильківське АТП, а одна з машин до 2006 року працювала в Полтаві.
- У 1998 році до Києва надійшла нова партія великих автобусів ЛАЗ-52523, після неї стали надходити автобуси ЛАЗ-52527 з одинарною третьою дверцьою.

### Сьогодення
- У 2000—2001 роках були закриті «нерентабельні» маршрути № 24, 51, і після цього почалася тиха стагнація київського автобуса: закривалися маршрути, зменшувалися випуски на існуючі маршрути, не закуповувався рухомий склад у належному обсязі і потрібного типажу.

Як велика подія в 2001 році, після проведення тендеру, до міста прибули 120 багатомісних автобусів Volvo B10M і «Сканія-112». Це були зчленовані моделі для приміського сполучення та не дуже годилися для напружених київських ліній. Крім того, «північне» виконання машин було без кватирок і зі слабкою вентиляцією, і влітку в них було жарко. Машини відомих шведських виробників були не нові, їх просто списали в Швеції.
Керівництво Києва періодично презентувало нові експериментальні машини: потяг «Сканія», низькопідлоговий «Соляріс», зчленований ЛАЗ великої місткості. На жаль, ці машини не стали закуповувати для роботи в Києві, пославшись на брак фінансів, просто захопившись маршрутками. А тим часом на забутих міською адміністрацією зупинках все збільшувалися натовпи народу, який примушували користуватися немісткими та некерованими маршрутками.
- Лише у 2003 році КМДА оголосила тендер на закупівлю 145 автобусів, і перші машини вже почали надходити наприкінці 2003 року. За 2003—2004 роки надійшло 80 автобусів МАЗ-103, 30 — зчленованих МАЗ-105, 20 ЛАЗ-525270, 10 зчленованих ЛАЗ-А291. Трохи пізніше надійшло 5 принципово нових трьох вісних 15-метрових машин Богдан А231 черкаського заводу. Основний акцент цих поставок був зроблений на низькопідлогові машини, тобто відсутність сходинок у дверях. Це прискорює посадку-висадку пасажирів і робить їх зручнішими для пасажирів.

Водночас Львівський автобусний завод, з тріском провалив тендер 2003 року через відсутність низькопідлогових машин, на автосалоні SIA-2004 представив свій низькопідлоговий екземпляр ЛАЗ-А183. Ця була машина, яку можна назвати повноцінно низькою підлогою, на відміну від МАЗів і Богдана А231, у яких немає ступенів лише на 1 і 2 дверей. У серпні 2004 року цей лайнер проходив випробування на таксомоторному маршруті № 69Т. Уже в травні 2005 року в місто стали приходити перші серійні екземпляри.

## Маршрути
| Номер | Розклад | Кінцева А                                | Кінцева Б                                                   | Примітки |
| ----- | ------- | ---------------------------------------- | ----------------------------------------------------------- | --- |
| 2     |         | вул. Шолуденка                           | вул. Кікабідзе                                              | |
| 2т    |         | Михайлівська Борщагівка                  | Кільцева дорога                                             | Тимчасовий маршрут на час реконструкції станції швидкісного трамваю «Кільцева Дорога»                                            |
| 5     |         | Залізничний вокзал «Центральний»         | вул. Ізюмська                                               | Із заїздом до вулиці Байкової |
| 6     |         | Дарницька площа                          | вул. Милославська                                           | Вулицями Оноре де Бальзака, Радосинською, Лісківською та Радунською                                                              |
| 7     |         | Залізничний вокзал «Центральний»         | Львівська площа                                             | |
| 9     |         | Станція метро «Лук'янівська»             | вул. Кікабідзе                                              | |
| 10    |         | Станція метро «Лісова»                   | Селище Рибне                                                | |
| 11    |         | Станція метро «Лісова»                   | Радіоцентр (с. Биківня)                                     | |
| 11д   |         | Станція метро «Лісова»                   | Дачне містечко «Сосновий Бор»                               | Із заїздом до с. Биківня. Три рейси в день                                                                                       |
| 12    |         | вул. Ізюмська                            | Залізничний вокзал «Південний»                              | |
| 14    |         | Станція метро «Нивки»                    | Лісорозсадник                                               | |
| 14т   |         | Проспект Відрадний                       | Контрактова площа                                           | Тимчасовий маршрут на час ремонту трамвайної лінії по вул. Глибочицькій.                                                         |
| 17    |         | Станція метро «Харківська»               | вул. Драгоманова                                            | |
| 18    |         | Станція метро «Харківська»               | Харківське шосе (до вул. Михайла Кравчука)                  | |
| 19    |         | Станція метро «Васильківська»            | вул. Ізюмська                                               | |
| 20    |         | Станція метро «Площа Українських Героїв» | ж/м Корчувате                                               | |
| 21    |         | Станція метро «Почайна»                  | вул. Милославська                                           | Вулицями Каштановою, Оноре де Бальзака                                                                                           |
| 22    |         | Музей авіації                            | вул. Тростянецька                                           | |
| 23    |         | вул. Салютна                             | вул. Симиренка                                              | |
| 24    |         | Залізничний вокзал «Центральний»         | Національний музей історії України у Другій світовій війні  | |
| 25    |         | Залізнична станція «Київ-Волинський»     | Національний музей історії України у Другій світовій війні  | |
| 27    |         | Станція метро «Либідська»                | с. Пирогів                                                  | |
| 28    |         | Станція метро «Деміївська»               | вул. Альпійська                                             | |
| 30    |         | вул. Академіка Єфремова                  | Санаторій «Лісова галявина» (Пуща-Водиця)                   | |
| 31    |         | Станція метро «Політехнічний інститут»   | вул. Татарська                                              | |
| 32    |         | Станція метро «Нивки»                    | Мінський масив                                              | |
| 33    |         | Станція метро «Лісова»                   | Лісовий масив                                               | Вулицями Кіото, Мілютенка, Лісовим проспеком                                                                                     |
| 33т   |         | ДВРЗ                                     | Станція метро «Чернігівська»                                | Тимчасовий маршрут на час реконструкції трамвайної лінії по вулиці Алматинській                                                  |
| 35    |         | вул. Гліба Бабіча                        | вул. Підлипка                                               | |
| 36    |         | Станція метро «Дорогожичі»               | вул. Сирецька                                               | |
| 36ТР  |         | вул. Чорнобильська                       | вул. Північна                                               | Тимчасовий маршрут замість тролейбусу № 36                                                                                       |
| 37    |         | Станція метро «Святошин»                 | ж/м «Західний»                                              | |
| 37А   |         | Станція метро «Святошин»                 | с/к «Чайка»                                                 | |
| 38    |         | вул. Метрологічна (до с. Хотів)          | Станція метро «Деміївська»                                  | |
| 39    |         | Станція метро «Голосіївська»             | вул. Ракетна (с. Жовтневе)                                  | |
| 40    |         | Станція метро «Героїв Дніпра»            | с. ДВС                                                      | Через площу Тараса Шевченка |
| 41    |         | Станція метро «Героїв Дніпра»            | с. ДВС                                                      | |
| 42    |         | Микільська Слобідка                      | вул. Єлизавети Чавдар                                       | |
| 43    |         | Станція метро «Видубичі»                 | с. Козин                                                    | |
| 43к   |         | Станція метро «Видубичі»                 | санаторій Конча-Заспа                                       | |
| 44    |         | вул. Милославська                        | Залізнична платформа «Березняки»                            | Вулицями Лісківською, Радунською                                                                                                 |
| 45    |         | Станція метро «Дарниця»                  | проспект Петра Григоренка                                   | |
| 46    |         | Станція метро «Лівобережна»              | вул. Микитенка                                              | |
| 47    |         | Станція метро «Нивки»                    | Станція метро «Дорогожичі»                                  | Вулицями Данила Щербаківського, Ружинською, Януша Корчака, бульв. Павла Вірського                                                |
| 48    |         | Станція метро «Лівобережна»              | готель «Славутич»                                           | |
| 49    |         | Станція метро «Лівобережна»              | Залізнична платформа «Березняки»                            | |
| 50    |         | вул. Північна                            | Залізничний вокзал «Центральний»                            | |
| 50тр  |         | вул. Милославська                        | Дарницька пл.                                               | Тимчасовий маршрут на час ремонту шляхопроводу над станцією метро «Дарниця». Курсує із заїздом до станції метро «Чернігівська».  |
| 51    |         | Станція метро «Либідська»                | Станція метро «Червоний Хутір»                              | |
| 52    |         | Станція метро «Либідська»                | вул. Закарпатська                                           | |
| 53    |         | Станція метро «Контрактова площа»        | Рибальський острів                                          | |
| 54    |         | Станція метро «Видубичі»                 | площа Михайла Співака                                       | |
| 55    |         | Станція метро «Палац спорту»             | Станція метро «Дарниця»                                     | Маршрут тимчасово подовжений на час ремонту шляхопроводу над станцією метро «Дарниця».                                           |
| 56    |         | Станція метро «Виставковий центр»        | просп. Академіка Палладіна                                  | |
| 57    |         | Станція метро «Академмістечко»           | Авторинок                                                   | |
| 59    |         | Залізнична платформа «Воскресенка»       | вул. Петра Вершигори                                        | |
| 62    |         | Контрактова площа                        | Ботанічний сад НАНУ                                         | |
| 63    |         | Станція метро «Червоний Хутір»           | Лісовий масив                                               | |
| 69    |         | Станція метро «Палац спорту»             | вул. Литвиненко-Вольгемут                                   | |
| 70    |         | Станція метро «Лівобережна»              | вул. Петра Вершигори                                        | |
| 72    |         | Станція метро «Контрактова площа»        | просп. Свободи                                              | |
| 73    |         | Станція метро «Героїв Дніпра»            | вул. Милославська                                           | Вулицями Бальзака, Градинською, Радунською                                                                                       |
| 74    |         | Станція метро «Славутич»                 | вул. Центральна (селище Осокорки, база відпочинку «Либідь») | |
| 75    |         | Станція метро «Виставковий центр»        | вул. Григорія Гуляницького (с. Жуляни)                      | |
| 77    |         | вул. Остафія Дашкевича                   | Лісове кладовище                                            | |
| 78    |         | Станція метро «Васильківська»            | Севастопольська площа                                       | |
| 79    |         | Станція метро «Лісова»                   | вул. Каштанова                                              | Вулицями Закревського, Електротехнічною                                                                                          |
| 81    |         | Станція метро «Лісова»                   | Лісовий масив                                               | Вулицями Кубанської України, Лісовим проспектом, Космонавта Поповича                                                             |
| 87    |         | Станція метро «Осокорки»                 | вул. Митрополита Андрея Шептицького                         | |
| 90    |         | площа Валерія Марченка                   | вул. Григоровича-Барського                                  | |
| 91    |         | Станція метро «Голосіївська»             | вул. Анни Ахматової                                         | |
| 95    |         | Русанівські сади                         | Залізнична платформа «Березняки»                            | |
| 97    |         | Станція метро «Святошин»                 | масив Новобіличі                                            | |
| 97к   |         | вул. Академіка Єфремова                  | масив Новобіличі                                            | |
| 98    |         | вул. Милославська                        | ТЕЦ-6                                                       | Вулицями Радунською, Будищанською, Бальзака, Лифаря                                                                              |
| 99    |         | Станція метро «Мінська»                  | Мінський масив                                              | |
| 101   |         | Станція метро «Почайна»                  | вул. Милославська                                           | Вулицею Закревського, кінцева на вул. Радунській                                                                                 |
| 102А  |         | масив Виноградар                         | Кінотеатр «Братислава»                                      | Маршрут тимчасово змінений на час будівництва метро на Виноградар на ділянці від проспекту Василя Поприка до проспекту Свободи.  |
| 103   |         | масив Виноградар                         | вул. Чорнобильська                                          | |
| 104   |         | Станція метро «Харківська»               | мікрорайон Бортничі                                         | |
| 105   |         | вул. Тростянецька                        | Бориспільське шосе, 41-В                                    | Три рейси на день. Працює тільки у будні дні                                                                                     |
| 108   |         | вул. Митрополита Андрея Шептицького      | Станція метро «Харківська»                                  | |
| 109   |         | Станція метро «Харківська»               | Станція метро «Театральна»                                  | |
| 110   |         | вул. Милославська                        | Станція метро «Площа Українських Героїв»                    | Вулицями Лісківською, Радунською, Градинською, Лифаря, Закревського, через Подільський мостовий перехід, функціонує з 01.12.2024 |
| 111   |         | Станція метро «Площа Українських Героїв» | Дарницька площа                                             | Через Подільський мостовий перехід                                                                                               |
| 112   |         | вул. Микитенка                           | Станція метро «Лук'янівська»                                | Через Подільський мостовий перехід, функціонує з 01.12.2024                                                                      |
| 114   |         | Залізничний вокзал «Центральний»         | вул. Радунська                                              | |
| 115   |         | Контрактова площа                        | Залізничний вокзал «Дарниця»                                | |
| 118   |         | Станція метро «Чернігівська»             | Станція метро «Політехнічний інститут»                      | |
| 119   |         | вул. Василя Касіяна                      | Контрактова площа                                           | |
| 120   |         | Кібернетичний центр                      | Станція метро «Васильківська»                               | Маршрут 119К скасовано та подовжено під номером 120.                                                                             |
| 137Н  |         | Залізничний вокзал «Центральний»         | Станція метро «Харківська»                                  | Нічний маршрут |

## Оплата проїзду
Для оплати проїзду в Києві можна використовувати картку Kyiv Smart Card або QR-квиток.
14 липня 2018 року запроваджені нові тарифи на проїзд. Разовий проїзний квиток коштує 8 ₴. Його можна придбати на зупинках у квиткових кіосках або в салоні у кондуктора чи водія. Проїзні квитки можна купити у кіосках або касі метро (комбінований з метрополітеном). Для пільгових категорій населення передбачений безкоштовний проїзд за наявності відповідного документу.
10 грудня 2009 року були скасовані проїзні квитки на квартал та рік. Залишилися лише місячні проїзні.
Починаючи з 2018 року громадський транспорт Києва було обладнано електронними валідаторами для подальшого введення системи електронного квитка. 1 листопада 2018 року електронний квиток було введено у тестовому режимі паралельно зі старою системою оплати проїзду одноразовими та проїзними квитками.
1 квітня 2020 року була змінена система сплати проїзду у громадському транспорті Києва. Зокрема були введені наступні способи оплати:
- одноразовий QR-квиток вартістю 8 грн (одноразові квитки старого зразка залишені в обігу до 1 січня 2021 року);
- туристичний квиток на необмежену кількість поїздок на 24 години (100 грн), 48 годин (150 грн) та 72 години (200 грн);
- проїзні квитки на визначену кількість поїздок — від 1 до 50 поїздок. Вартість кожної поїздки диференціюється пропорційно їх кількості від 8,00 грн до 6,50 грн;
- місячні проїзні квитки на всі види транспорту:

| Види проїзних квитків                                                   | Вартість проїзного квитка, грн | Вартість проїзного квитка, грн | Вартість проїзного квитка, грн      | Вартість проїзного квитка, грн      |
| Види проїзних квитків                                                   | Для фізичних та юридичних осіб | Для фізичних та юридичних осіб | Для студентів закладів вищої освіти | Для студентів закладів вищої освіти |
| Види проїзних квитків                                                   | на місяць                      | на другу половину місяця       | на місяць                           | на другу половину місяця            |
| ----------------------------------------------------------------------- | ------------------------------ | ------------------------------ | ----------------------------------- | ----------------------------------- |
| Без обмеження на кількості поїздок:                                     |                                |                                |                                     |                                     |
| на автобус-трамвай-тролейбус-фунікулер- метрополітен-міську електричку  | 1300,00                        | 650,00                         | 650,00                              | —                                   |
| З обмеженою кількістю поїздок:                                          |                                |                                |                                     |                                     |
| на автобус-трамвай-тролейбус-фунікулер- метрополітен-міську електричку: |                                |                                |                                     |                                     |
| — на 46 поїздок                                                         | 290,00                         | 145,00                         | 145,00                              | —                                   |
| — на 62 поїздки                                                         | 390,00                         | 195,00                         | 195,00                              | —                                   |
| — на 92 поїздки                                                         | 575,00                         | 287,50                         | 287,50                              | —                                   |
| — на 124 поїздки                                                        | 770,00                         | 385,00                         | 385,00                              | —                                   |

Проїзні квитки на визначену кількість поїздок та місячні проїзні купуються на синю картку Kyiv Smart Card.
З моменту введення системи електронного квитка пільговим категоріям пасажирів необхідно валідувати Картку Киянина для проїзду.
14 липня 2021 року обіг паперових квитків у міських автобусах був припинений повністю, оплата проїзду здійснюється лише електронним квитком.

## Рухомий склад

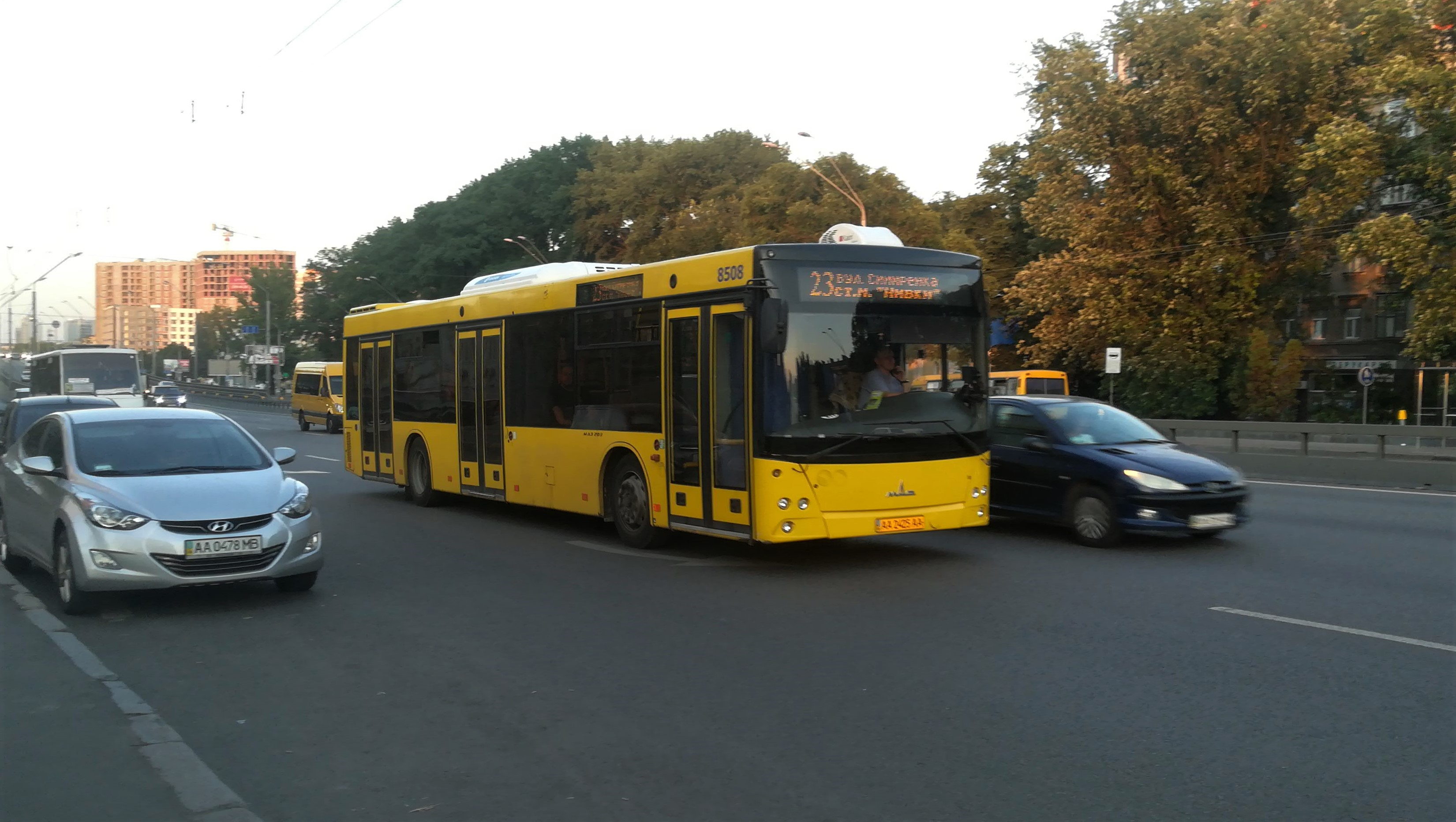
Автобус МАЗ 203 23-го маршруту на Нивках

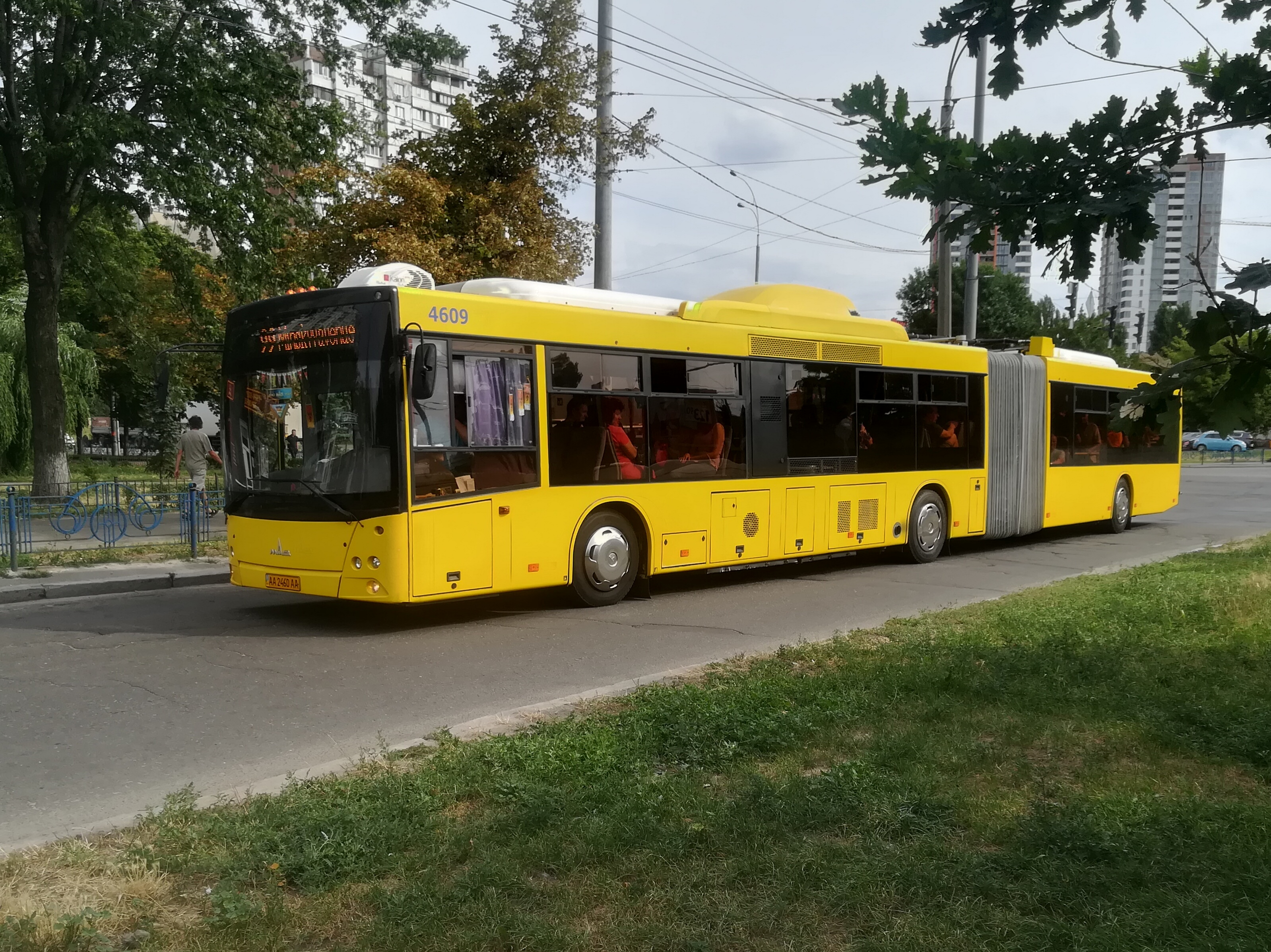
Автобус МАЗ 215 99-го маршруту на Мінському масиві

Станом на 13 червня 2025 року в Києві в регулярній експлуатації використовуються такі моделі автобусів:
| Модель автобуса       | АП № 2 | АП № 5 | АП № 6 | АП № 8 | Кількість | Кількість    |
| Модель автобуса       | АП № 2 | АП № 5 | АП № 6 | АП № 8 | Всього    | Тільки діючі |
| --------------------- | ------ | ------ | ------ | ------ | --------- | ------------ |
| CityLAZ-12 (ЛАЗ А183) | ✔      |        | ✔      |        | 6         | 3            |
| CityLAZ-20 (ЛАЗ А292) | ✔      |        | ✔      |        | 13        | 9            |
| МАЗ-103               |        |        |        | ✔      | 3         | 1            |
| МАЗ-105               | ✔      |        | ✔      |        | 5         | 4            |
| МАЗ-107               | ✔      | ✔      | ✔      | ✔      | 86        | 71           |
| МАЗ 203               | ✔      | ✔      | ✔      | ✔      | 233       | 209          |
| МАЗ 215               | ✔      | ✔      | ✔      | ✔      | 124       | 123          |
| Mercedes-Benz Citaro  | ✔      | ✔      | ✔      | ✔      | 54        | 38           |
| MAN Lion's City       |        |        |        | ✔      | 15        | 9            |
| Irisbus Citelis 12М   | ✔      | ✔      | ✔      | ✔      | 19        | 3            |

Більшість маршрутів Києва обслуговуються автобусами великого класу, які представлені переважно моделлю МАЗ 215. Дані автобуси зустрічаються практично на більшості маршрутів міста, починаючи від малопопулярних маршрутів, як маршрут № 2, і закінчуючи дуже популярними, як маршрут № 99 або № 114.
Автобуси особливо великого класу також зустрічаються на більшості маршрутах міста, але частіше за все розкинуті по різних маршрутах. Велика концентрація таких автобусів зустрічається на маршрутах автобусного парку № 6, який обслуговує густонаселені райони, такі як Троєщина або Виноградар. Також такі автобуси присутні і в інших парках, але в меншості. Наприклад, в автобусному парку № 2 — маршрути № 45, 51, 63, 115 та інші; в автобусному парку № 5 — маршрути № 23, 37А, 69 та інші.
Не виключено використання на маршрутах з малим потоком автобусів, як великого, так і особливо великого класів і навпаки.

## Автобусні парки
На сьогоднішній день в Києві діє 4 автобусних парки:
- Автобусний парк № 2:
  - Адреса: вул. Празька, 7;
  - Автобусні маршрути: 11, 11д, 17, 18, 24, 28, 33, 33т, 42, 45, 48, 49, 51, 55, 62, 63, 74, 76, 81, 87, 95, 104, 108, 109, 111, 115;
  - Керівник (в.о.): Кухарський Анатолій Петрович.
- Автобусний парк № 5:
  - Адреса: вул. Мрії, 21;
  - Автобусні маршрути: 2т, 7, 9, 14, 23, 30, 31, 32, 37, 37а, 47, 53, 57, 69, 72, 75, 78, 90, 97, 97к, 119, 120;
  - Керівник: Асніс Євген Юхимович.
- Автобусний парк № 6:
  - Адреса: вул. Пухівська, 6;
  - Автобусні маршрути: 6, 21, 40, 41, 46, 50, 70, 73, 79, 98, 99, 101, 102, 103, 114;
  - Керівник (в.о.): Крупка Сергій Олександрович.
- Автобусний парк № 8:
  - Адреса: вул. Ґарета Джонса, 7\9;
  - Автобусні маршрути: 2, 2т, 5, 10, 12, 19, 20, 22, 27, 35, 36, 39, 43, 43к, 52, 54, 56, 59, 77, 91, 105, 118, 137;
  - Керівник (в.о.): Гуртов Олег Всеволодович.

Закриті або недіючі парки:
- Автобусний парк № 1:
  - Адреса: вул. Васильківська, 22;
  - З 18 вересня 2015 року не бере участі у перевезеннях;
  - Керівник (в.о.): Наконечний Олександр Прохорович.
- Автобусний парк № 3:
  - Адреса: вул. Олекси Тихого, 111;
  - З 15 липня 2011 року не бере участі у перевезеннях. Переобладнано СТОА;
- Автобусний парк № 4:
  - Адреса: вул. Миколи Краснова, 25;
  - З 3 вересня 2009 року не бере участі у перевезеннях;
- Автобусний парк № 7:
  - Адреса: вул. Бориспільська, 15;
  - З 14 лютого 2016 року не бере участі у перевезеннях. Використовується для зберігання не діючого ремонтного складу;
  - Керівник (в.о.): Хмелюк Олег Михайлович.